# Virgilio Trettenero
Virgilio Trettenero (4 de febrero de 1822 - 23 de mayo de 1863) fue un matemático y astrónomo italiano nacido en Recoaro Terme, provincia de Vicenza, Italia . Activo entre 1848 y 1863, su nombre está vinculado a la creación de los catálogos estelares, un trabajo iniciado por Giovanni Padovani en 1838 utilizando el círculo meridiano, que compró. El asteroide 16715 Trettenero , descubierto el 20 de octubre de 1995 en el Observatorio de San Vittore, en Bolonia, fue nombrado así en su honor.

## Biografía
Hijo de Domenico, propietario de un hotel, y de Domenica Maltauro, estudió en la Universidad de Padua. En 1848 apareció en la revista Astronomische Nachrichten un artículo relacionado con las observaciones del planeta Neptuno. La presencia del planeta había sido postulada por Le Verrier basándose en la perturbación de la órbita de Urano y había sido observada por primera vez sólo dos años antes.
En 1850-1851 fue nombrado asistente en el departamento de física y geodesia en Padua, y astrónomo asistente en el Observatorio Real, bajo la supervisión del profesor Giovanni Santini en 1853. De 1859 a 1863 fue profesor de física en la facultad de matemáticas y director del departamento de física. En el mismo período fue nombrado profesor de astronomía en la facultad de filosofía. Murió en la ciudad de Padua, en el Véneto , norte de Italia , y fue sucedido por Michez Jacopo (1839-1873). Su obra resume 61 artículos escritos en 14 años de estudio centrados en la observación de asteroides, cometas, eclipses , el cálculo de órbitas planetarias con respecto a la acción de los planetas perturbadores del sistema solar y efemérides.